# Henry Cantwell Wallace
Henry Cantwell Wallace, född 11 maj 1866 i Rock Island, Illinois, USA, död 25 oktober 1924 i Washington, D.C., var en amerikansk politiker, bondeledare, lantbrukare och lantbruksjournalist. 
Han studerade vid Iowa State College, var han sedan arbetade som professor i mejerivetenskap. Han var chefredaktör för Wallaces Farmer 1916-1921 efter fadern Henrys (fadern var känd som Uncle Henry) död och långvarig ordförande för Cornbelt Meat Producers Association. Han var också med om att grunda 4H-klubbar i Iowa. Han tjänstgjorde som USA:s jordbruksminister 1921-1924 under presidenterna Warren G. Harding och Calvin Coolidge. Han avled i ämbetet. Hans grav finns på Woodland Cemetery i Des Moines. Hans bok, Our Debt and Duty to the Farmer, utkom postumt.
Han var far till Henry A. Wallace som tjänstgjorde som jordbruksminister och vicepresident under Franklin D. Roosevelt och handelsminister under Harry S. Truman.